# Liste des souverains de Croatie
 (mars 2019).
La liste des souverains de Croatie répertorie les monarques qui ont dirigé le royaume de Croatie à travers les époques.

## Ducs de Croatie
| Croatie dalmate             | Croatie dalmate             | Croatie dalmate                                                |
| Nom                         | Règne                       | Notes                                                          |
| --------------------------- | --------------------------- | -------------------------------------------------------------- |
| Radoslav ?                  | VIIe siècle                 |                                                                |
| Kuber ?                     | VIIe siècle                 |                                                                |
| Porga                       | fin du VIIe siècle          |                                                                |
| Budimir                     | ~ 740 - 780                 | Selon la Chronique du prêtre de Dioclée (source peu fiable)    |
| Višeslav                    | fin du VIIIe siècle - ~ 803 |                                                                |
| Borna                       | ~ 810 - 821                 | Vassal de l'Empire franc de Charlemagne puis de Louis le Pieux |
| Vladislav                   | 821 - 835                   | Neveu (ou petit-fils) du duc Borna                             |
| Mislav                      | env. 835 - env.845          |                                                                |
| Trpimir Ier                 | env. 845 - 864              | Fondateur de la dynastie des Trpimirović                       |
| Zdeslav (en)                | 864 - env. 864              | Fils de Trpimir Ier                                            |
| Domagoj (en)                | 864 - 876                   | dépose son cousin Zdeslav                                      |
| Iljko Domagojić (en)        | 876 - 878                   | fils de Domagoj, déposé                                        |
| Zdeslav (en)                | 878 - 879                   | restauré puis re-déposé et tué                                 |
| Branimir                    | 879 - env. 892              | peut-être fils de Domagoj                                      |
| Mutimir ou Mucimir Ier (en) | env. 892 - env.900          | frère cadet de Zdeslav                                         |
| Petar Ier                   | env. 900 - env. 910         |                                                                |

| Croatie pannonienne | Croatie pannonienne | Croatie pannonienne                 |
| Nom                 | Règne               | Notes                               |
| ------------------- | ------------------- | ----------------------------------- |
| Vojnomir            | 791 - ~810          |                                     |
| Ljudevit Posavski   | ~810 - 823          | Neveu du duc Borna[réf. nécessaire] |
| Ratimir             | 829 - 838           |                                     |
| Braslav             | 880 - c.887         |                                     |

## Rois de Croatie
En 924 ou 925, le pape Jean X couronne Tomislav Ier, en le faisant roi de Croatie, Dalmatie, Slavonie et Bosnie. Tomislav Ier est peut-être le fils de Mutimir Ier ou le fils du roi morave Svátopluk II.
| Nom                                              | Règne                                                                         | Notes |
| ------------------------------------------------ | ----------------------------------------------------------------------------- | --- |
| Duc Tomislav Ier – puis 924/925 roi Tomislav Ier | env.910-928                                                                   | L'État croate est à son apogée territorial. À sa mort des guerres civiles vont affaiblir l'État. |
| Trpimir II                                       | 928 - 935                                                                     | Frère cadet de Tomislav Ier |
| Krešimir Ier                                     | 935 - 945                                                                     | Fils de Trpimir II |
| Miroslav                                         | 945 - 949                                                                     | Fils de Krešimir Ier |
| Mihajlo Krešimir II                              | 945-969                                                                       | Frère cadet de Miroslav. Apogée territorial du royaume, incluant la Bosnie. |
| Stjepan Držislav                                 | 969-997                                                                       | Fils de Mihajlo Krešimir II |
| Svetoslav Mucimir II (en) Suronja                | 997-1000                                                                      | Fils de Stjepan Držislav, déposé par ses frères |
| Krešimir III (en)                                | 1000 - 1030                                                                   | Frère de Svetoslav Mucimir II |
| Gojslav (en)                                     | 1000 - 1020                                                                   | Frère de Svetoslav Mucimir II |
| 1019-?                                           | La Croatie et la Bosnie passent sous le contrôle de l'Empire byzantin         | |
| Étienne Ier (Stjepan Ier)                        | 1030 - 1058                                                                   | Fils de Krešimir III |
| Petar II Krešimir IV                             | 1058 - 1074                                                                   | Fils d'Étienne Ier, déposé |
| Slavich ou Slavac                                | 1074 - 1075/1076. Son nom exact est inconnu.                                  | Élu par les nobles, lutte contre l'héritier de Petar II Krešimir IV : Dmitar Zvonimir. |
| Dmitar Zvonimir                                  | 1075/1076 - 1089                                                              | Cousin de Petar Krešimir IV. Vers 1063 il se marie à la princesse Helena Illona Lijepa, fille du Roi Béla Ier de Hongrie de Hongrie. Helena est peut-être corégente. Assassiné.                                                  |
| Radovan Zvonimirovic                             | 1089. Fils unique du précédent, mort en bas âge après quelques mois de règne. | |
| Étienne II (Stjepan II)                          | 1089 - 1090                                                                   | Fils de Castimir, frère cadet de Petar Krešimir IV. |
| Slavac                                           | 1090 - 1093                                                                   | Rival dalmate. Peut-être le même qu'en 1074(?); son nom exact est inconnu. |
| Ladislas Ier de Hongrie                          | 1091-1093                                                                     | Fils de Béla Ier de Hongrie et frère d'Helena, reconnu Roi des Croates par une assemblée (Sabor) de nobles croates. L'accord avec les nobles maintient deux États séparés : Croatie et Hongrie tous deux gouvernés par Ladislas. |
| Almos de Hongrie                                 | 1091 - 1093                                                                   | Neveu de Ladislas Ier de Hongrie, fils de Géza Ier de Hongrie,vice-roi pour son oncle. Déposé, meurt en 1127. |
| Petar III Snačić (en)                            | 1093 - 1097                                                                   | Lutte contre la Hongrie pour le contrôle de la Croatie. Dernier roi de la dynastie nationale, ou plutôt d'une des dynasties nationales car ses liens exacts avec les rois précédents sont inconnus.                              |
| Coloman de Hongrie                               | 1097 - 1102 - 1116                                                            | Bataille de la montagne de Gvozd (maintenant Petrova Gora). Coloman, soutenu par les Croates pannoniens défait l'armée des nobles croates et dalmates alliés à Petar III Snačić.                                                 |

| Nom              | Règne                 |
| ---------------- | --------------------- |
| Josip Silović    | 3 octobre 1929 - 19.. |
| Ivo N. Perović   | 19.. - 1935           |
| Marko Kostrenčić | 1935 - 1936           |
| Viktor Ružić     | 1936 - 26 août 1939   |

| Nom           | Règne       |
| ------------- | ----------- |
| Ivo Tartaglia | 19.. - 19.. |

| Nom              | Règne                 |
| ---------------- | --------------------- |
| Josip Silović    | 3 octobre 1929 - 19.. |
| Ivo N. Perović   | 19.. - 1935           |
| Marko Kostrenčić | 1935 - 1936           |
| Viktor Ružić     | 1936 - 26 août 1939   |

| Nom           | Règne       |
| ------------- | ----------- |
| Ivo Tartaglia | 19.. - 19.. |

## Après-guerre
De 1941 à 1945, l'État indépendant de Croatie est sous la tutelle des puissances de l'Axe. Il est dirigé par le poglavnik Ante Pavelić. Aimone d'Aoste de la maison de Savoie, proclamé roi sous le nom de Tomislav II le 18 mai 1941, mais jamais installé au pouvoir, abdique le 31 juillet 1943.
De 1945 à 1991, la Croatie est un État fédéral de la république fédérative socialiste de Yougoslavie.
Depuis le 25 juin 1991, actuelle république indépendante de Croatie

## Généalogie
- Trpimir Ier, duc de Croatie
  - Petar Ier, duc de Croatie
  - Zdeslav, duc de Croatie
  - Muncimir, duc de Croatie
    -  Tomislav Ier
    -  Trpimir II
      -  Krešimir Ier
        -  Miroslav
        -  Krešimir II
          -  Stephen Držislav
            -  Svetoslav Suronja
              -  Stjepan Svetoslavić
                -  Dmitar Zvonimir

            -  Krešimir III
              -  Étienne Ier
                -  Krešimir IV
                - Casimir
                  -  Étienne II
- Béla Ier de Hongrie
  -  Ladislas Ier de Hongrie
  -  Géza Ier de Hongrie
    -  Coloman de Hongrie
      -  Étienne III (Étienne II de Hongrie)

    -  Almos de Hongrie
      -  Béla II de Hongrie
        -  Ladislas II de Hongrie
        -  Étienne V (Étienne IV de Hongrie)
        -  Géza II de Hongrie
          -  Étienne IV (Étienne III de Hongrie)
            -  Béla III de Hongrie
            -  André II de Hongrie
              - Étienne de Hongrie
                -  André III de Hongrie

              -  Béla IV de Hongrie
                - Élisabeth de Hongrie
                  -  Béla V de Hongrie (Othon III de Bavière)

                -  Étienne VI (Étienne V de Hongrie)
                  -  Ladislas IV de Hongrie
                  - Marie de Hongrie
                    -  Charles Martel de Hongrie
                      -  Charles Ier Robert de Hongrie
                        -  Louis Ier de Hongrie
                          -  Marie Ire de Hongrie

                    - Jean de Durazzo
                      - Louis de Gravina
                        -  Charles II de Hongrie (Charles III de Naples)

            -  Imre de Hongrie
              -  Ladislas III de Hongrie

            - Constance de Hongrie
              - Venceslas Ier de Bohême
                - Ottokar II de Bohême
                  - Venceslas II de Bohême
                    -  Ladislas V de Hongrie (Venceslas III de Bohême)
                    - Élisabeth II de Bohême
                      - Charles IV du Saint-Empire
                        -  Sigismond de Hongrie (Sigismond Ier du Saint-Empire)
                          - Élisabeth de Luxembourg +  Albert de Hongrie (Albert II du Saint-Empire)
                            -  Ladislas VII de Hongrie (Ladislas Ier de Bohême)
                            - Élisabeth de Habsbourg
                              -  Ladislas VIII de Hongrie (Vladislas IV de Bohême)
                                -  Louis II de Hongrie
                                - Anne Jagellon +  Ferdinand Ier de Hongrie (Ferdinand Ier du Saint-Empire)
                                  -  Maximilien de Hongrie (Maximilien II du Saint-Empire)
                                    -  Rodolphe de Hongrie (Rodolphe II du Saint-Empire)
                                    -  Matthias II de Hongrie (Matthias Ier du Saint-Empire)

                                  - Anne d'Autriche
                                    - Marie-Anne de Bavière
                                      -  Ferdinand II de Hongrie (Ferdinand II du Saint-Empire)
                                        -  Ferdinand III de Hongrie (Ferdinand III du Saint-Empire)
                                          -  Ferdinand IV de Hongrie (Ferdinand IV du Saint-Empire)
                                          -  Léopold Ier de Hongrie (Léopold Ier du Saint-Empire)
                                            -  Joseph Ier de Hongrie (Joseph Ier du Saint-Empire)
                                              -  Charles III de Hongrie (Charles VI du Saint-Empire)
                                                -  Marie II de Hongrie (Marie-Thérèse d'Autriche) +  François Ier de Hongrie (François Ier du Saint-Empire)
                                                  -  Joseph II de Hongrie (Joseph II du Saint-Empire)
                                                  -  Léopold II de Hongrie (Léopold II du Saint-Empire)
                                                    -  François II de Hongrie (François Ier d'Autriche)
                                                      -  Ferdinand V de Hongrie (Ferdinand Ier d'Autriche)
                                                        - François-Charles d'Autriche
                                                          -  François-Joseph de Hongrie (François-Joseph Ier d'Autriche)
                                                          - Charles-Louis d'Autriche
                                                            - Otto de Habsbourg-Lorraine
                                                              -  Charles IV de Hongrie (Charles Ier d'Autriche)
                                                                -  Otton de Habsbourg-Lorraine
                                                                  -  Charles de Habsbourg-Lorraine

                                                    - Ferdinand III de Toscane
                                                      - Marie-Thérèse de Habsbourg-Toscane
                                                        - Victor-Emmanuel II de Savoie
                                                          - Amédée Ier d'Espagne
                                                            - Emmanuel-Philibert de Savoie-Aoste
                                                              -  Tomislav II
                                                                -  Zvonimir II (Amédée de Savoie-Aoste)

## Sources et références
1. ↑  St. Petersburg State University et Denis Evgenievich Alimov, « An innovative synthesis of early medieval Croatian history (On N. Budak’s book «The Croatian history from 550 to 1100») », Studia Slavica et Balcanica Petropolitana, vol. 29, no 1,‎ 2021, p. 169–195 (DOI 10.21638/spbu19.2021.111, lire en ligne, consulté le 29 février 2024)
2. ↑  László Markó, A magyar állam főméltóságai : Szent Istvántól napjainkig, 2006 (présentation en ligne), p. 459 ; Zolst Hunyadi, « Entering the Hospital : a way to the Elite in the fifteenth century », dans Élites et ordres militaires au Moyen Âge: Rencontre autour d'Alain Demurger, Casa de Velázquez, 2017, 478 p. (ISBN 978-8-4909-6147-6, présentation en ligne), p. 105-106(hr): Albert od Velikoga Miholjca i Ungvara